# François-Xavier Loizeau

Wappen

François-Xavier Jacques Marie Loizeau (* 7. Juli 1939 in Maillé) ist ein französischer Geistlicher und emeritierter Bischof von Digne.

## Leben
François-Xavier Loizeau empfing am 28. Juni 1965 die Priesterweihe.
Papst Johannes Paul II. ernannte ihn am 10. November 1997 zum Bischof von Digne. Die Bischofsweihe spendete ihm der Bischof von Luçon, François Garnier, am 25. Januar des nächsten Jahres; Mitkonsekratoren waren Louis-Marie Billé, Erzbischof von Aix, und Jean-Pierre Ricard, Bischof von Montpellier.
Am 7. November 2014 nahm Papst Franziskus seinen altersbedingten Rücktritt an.